# Tofiq-Bəhramov-Stadion
Das Tofiq-Bəhramov-Stadion (aserbaidschanisch Tofiq Bəhramov Stadionu) ist ein Fußballstadion mit Leichtathletikanlage in Baku. Mit vollem Namen heißt die Sportstätte Tofiq Bəhramov adına Respublika Stadionu (deutsch Republikstadion benannt nach Tofiq Bəhramov). Es fasst 31.200 Zuschauer und war bis zur Eröffnung des neuen Nationalstadions im März 2015 das Nationalstadion von Aserbaidschan. Der FK Baku und Neftçi Baku tragen ihre Spiele hier aus, außerdem der FK Qarabağ Ağdam seine internationalen Spiele in der UEFA Europa League. Bis 2015 war das Stadion auch Austragungsstätte der Qualifikationsspiele Aserbaidschans zur Fußball-Weltmeisterschaft und zur Fußball-Europameisterschaft.

## Geschichte
Die Bauarbeiten begannen im Jahr 1939, jedoch verzögerte der Zweite Weltkrieg die Errichtung. Nach dem Krieg bauten deutsche Kriegsgefangene das Stadion weiter. Die Spielstätte wurde zwölf Jahre nach Baubeginn am 16. September 1951 unter dem Namen Josef-Stalin-Stadion eingeweiht. Im Zuge der Entstalinisierung erhielt es 1956 den Namen Wladimir-Lenin-Stadion.
Seit 1993 ist es nach dem in Aserbaidschan geborenen sowjetischen Fußballschiedsrichter Tofiq Bəhramov, der im gleichen Jahr starb, benannt. Bəhramov erlangte als Linienrichter des Finales der Fußball-Weltmeisterschaft 1966 in London zwischen Gastgeber England und Deutschland Berühmtheit. Er wurde durch das im obengenannten Spiel von ihm als regulär anerkannte „Wembley-Tor“ von Geoff Hurst bekannt. Vor dem Stadion steht eine Statue von Tofiq Bəhramov, die von Geoff Hurst, Michel Platini und FIFA-Präsident Sepp Blatter enthüllt wurde.
Von 2011 bis 2012 wurde die Anlage für zehn Millionen Aserbaidschan-Manat (AZN) einer umfangreichen Renovierung sowie Erweiterung unterzogen. Neben der kompletten Überdachung der Ränge und dem Austausch der Bestuhlung wurden die Räumlichkeiten wie die Umkleidekabinen, Schiedsrichterkabinen, Duschen, sanitäre Anlagen, medizinische Räume sowie der Bereich für die Dopingproben saniert und auf den neuesten Stand gebracht. Die Masten der alten Flutlichtanlage wurden demontiert und durch eine in das Dach integrierte Anlage ersetzt. Das Stadion erhielt eine Rasenheizung und ein modernes Drainage-System für das Spielfeld, eine Anlage zur Videoüberwachung, eine modernisierte V.I.P.-Tribüne und ein Restaurant mit 205 Plätzen. Am 16. August 2012 wurde das Tofiq-Bəhramov-Stadion von Präsident İlham Əliyev wiedereröffnet. 
Das Stadion war ein Kandidat für die Austragung des Eurovision Song Contest 2012, der dann aber in der Baku Crystal Hall stattfand. Als eines der Stadien der U-17-Fußball-Weltmeisterschaft der Frauen 2012 fand im Stadion unter anderem das Endspiel Frankreich gegen Nordkorea statt.